# Epsilon
Epsilon (Ε ε) er det femte bogstav i det græske alfabet.

## Computer
I unicode er Ε U+0395 og ε er U+03B5.
|   | decimal | hex     | HTML      |
| - | ------- | ------- | --------- |
| ε | &#949;  | &#x3b5; | &epsilon; |
| Ε | &#917;  | &#x395; | &Epsilon; |